# El Noticiero (Barcelona)
El Noticiero fue un periódico editado en Barcelona en 1880, durante el hiato de cuarenta y cinco días en que El Correo Catalán estuvo suspendido.

## Descripción
Apareció el 14 de octubre de 1880 y se publicaron cuarenta y cinco números, en cuarto mayor y a dos columnas. Llevaba el subtítulo de «diario no político». Vino a sustituir a El Correo Catalán, que había sido suspendido, a la par que se había dictado auto de prisión preventiva contra su director, Luis María de Llauder, al que se acusaba de atacar a Alfonso XII. Llauder pudo sortear la cárcel con el pago de una fianza de cinco mil pesetas y El Correo Catalán reapareció el 29 de noviembre, fecha en que cesó El Noticiero.